# Trouve ta voix
Pour plus de détails, voir Fiche technique et Distribution.
Trouve ta voix (titre original : Raise Your Voice) est un film américain réalisé par Sean McNamara, sorti en 2004.

## Synopsis
Une jeune chanteuse de province, déprimée par la mort de son frère, se rend à Los Angeles pour suivre une formation de type classique. Mais ses études ne se feront pas sans difficulté...Va-t-elle réussir à faire ses études de chant ?

## Fiche technique
- Titre original : Raise Your Voice
- Titre français : Trouve ta voix
- Titre québécois : Trouve ta voix
- Réalisation : Sean McNamara
- Scénario : Sam Schreiber et Mitch Rotter
- Photo : John R. Leonetti
- Musique : Machine Head
- Montage : Jeff Canavan
- Société de production : New Line Cinema, FilmEngine, ChickFlicks Productions et Brookwell-McNamara Entertainment
- Société de distr
- Genre : Comédie romantique, film musical
- Durée : 106 minutes
- Sortie : 2004

## Distribution
- Hilary Duff (V.Q. : Catherine Bonneau) : Teresa 'Terri' Fletcher
- Oliver James (V.Q. : Guillaume Champoux) : Jay Corgan
- David Keith (V.Q. : Mario Desmarais) : Simon Fletcher
- Dana Davis (V.Q. : Marika Lhoumeau) : Denise Gilmore
- Johnny Lewis (V.Q. : Éric Paulhus) : Engelbert 'Kiwi' Wilson
- Rita Wilson (V.Q. : Johanne Garneau) : Frances Fletcher
- Lauren C. Mayhew (V.Q. : Annie Girard) : Robin Childers
- Kat Dennings : Sloane
- Jason Ritter (V.Q. : Nicolas Charbonneaux-Collombet) : Paul Fletcher
- Rebecca De Mornay (V.Q. : Isabelle Miquelon) : Tante Nina
- John Corbett (V.Q. : Daniel Picard) : Mr. Tovald, professeur de musique
- Carly Reeves : Kelly
- James Avery (V.Q. : Denis Gravereaux) : Mr. Gantry
- Robert Trebor : Mr. Wesson
- Davida Williams : Lauren
- Manesh Marshall : Cabbie
- Gibby Brand : Mr. Holcomb
- Sean McNamara : Dr Mark Farley
- Fred Meyers : Matthew
- T.J. Thyne : Emcee
- Adam Gontier : lui-même

Source et légende : Version québécoise (V.Q.) sur Doublage Québec.